# Associazione Sportiva Casale Calcio 2012-2013
Questa voce raccoglie le informazioni riguardanti l'Associazione Sportiva Casale Calcio nelle competizioni ufficiali della stagione 2012-2013.

## Divise e sponsor
| 1ª divisa |

## Rosa
| N. |                    | Ruolo | Calciatore        |
| -- | ------------------ | ----- | ----------------- |
|    | Italia (bandiera)  | C     | Sandro Bablione   |
|    | Italia (bandiera)  | P     | Matteo Bibba      |
|    | Italia (bandiera)  | D     | Marco Capelli     |
|    | Italia (bandiera)  | D     | Vincenzo Casale   |
|    | Italia (bandiera)  | A     | Lorenzo Cinque    |
|    | Italia (bandiera)  | D     | Simone Cirina     |
|    | Italia (bandiera)  | C     | Claudio Colella   |
|    | Italia (bandiera)  | C     | Gianmarco Corsino |
|    | Italia (bandiera)  | C     | Matteo Cristiano  |
|    | Italia (bandiera)  | A     | Alessio Curcio    |
|    | Italia (bandiera)  | P     | Alessio Dinaro    |
|    | Italia (bandiera)  | C     | Luca Di Prisco    |
|    | Marocco (bandiera) | C     | Anouar El Kamch   |
|    | Italia (bandiera)  | C     | Luca Ficarotta    |
|    | Italia (bandiera)  | P     | Ugo Gabrieli      |
|    | Italia (bandiera)  | C     | Marco Ghidoli     |
|    | Italia (bandiera)  | C     | Maurizio Giunta   |
|    | Italia (bandiera)  | D     | Gianluca Gridi    |
|    | Italia (bandiera)  | A     | Gaetano Grieco    |
|    | Italia (bandiera)  | C     | Filippo Guccione  |
|    | Italia (bandiera)  | C     | Nicola Lanzolla   |

| N. |                   | Ruolo | Calciatore         |
| -- | ----------------- | ----- | ------------------ |
|    | Italia (bandiera) | C     | Fabrizio Lasagna   |
|    | Italia (bandiera) | C     | Marcello Mascioli  |
|    | Italia (bandiera) | C     | Daniele Molino     |
|    | Italia (bandiera) | D     | Salvatore Monaco   |
|    | Italia (bandiera) | D     | Andrea Moretto     |
|    | Italia (bandiera) | C     | Marco Padovan      |
|    | Italia (bandiera) | C     | Cosimo Palumbo     |
|    | Italia (bandiera) | C     | Claudio Pani       |
|    | Italia (bandiera) | D     | Simone Pellegrini  |
|    | Italia (bandiera) | A     | Giovanni Ricciardo |
|    | Italia (bandiera) | A     | Gaetano Rognetta   |
|    | Italia (bandiera) | D     | Massimo Russo      |
|    | Italia (bandiera) | P     | Marco Ruzittu      |
|    | Italia (bandiera) | C     | Federico Sanguida  |
|    | Italia (bandiera) | A     | Riccardo Santi     |
|    | Italia (bandiera) | C     | Giuseppe Sicurella |
|    | Italia (bandiera) | A     | Nicholas Siega     |
|    | Italia (bandiera) | D     | Tommaso Silvestri  |
|    | Italia (bandiera) | C     | Alessandro Steri   |
|    | Italia (bandiera) | A     | Pierpaolo Taraschi |
|    | Italia (bandiera) | C     | Kevin Tulimieri    |